# Aulacaspis cambodiensis
Aulacaspis cambodiensis är en insektsart som beskrevs av Takahashi 1942. Aulacaspis cambodiensis ingår i släktet Aulacaspis och familjen pansarsköldlöss. Inga underarter finns listade i Catalogue of Life.